# 藤本義一 (作家)
藤本 義一（ふじもと ぎいち、1933年〈昭和8年〉1月26日 - 2012年〈平成24年〉10月30日）は、日本の小説家、放送作家。本名の読みは「ふじもと よしかず」（ただし、出生届けの読み仮名は「ふじもと よしかす」で出されたという。）大阪を舞台にした作品を書き、エッセイも数多い。
日本放送作家協会関西支部長とプロ作家を育成する心斎橋大学を創立し、総長を務めた。夫人はタレントの藤本統紀子、次女はアーティストのフジモト芽子（まいこ）。

## 来歴・人物

### 生い立ち
大阪府堺市出身。堺市立浜寺小学校卒業、私立浪速中学に入学、少年飛行兵を目指して1945年（昭和20年）5月に航空機搭乗員養成所に入るが、終戦となる。終戦時には入院していた両親に代わって闇市でレポ屋として家計を支えた。新制浪速高校に進み、大阪市立大学法学部を受験するも不合格。立命館大学法学部に入学するが、中退。和歌山大学の経済学部を受験するが経済学部の合格点数には足りていないが教育学部には合格であると大学から問い合わせがあったが断ったという逸話がある。
1951年4月、大阪府立大学教育学部に入学し教師を目指していたが、教育実習で現場教師が虎の巻を見ながら授業をしているのをみて幻滅し大阪府立大学経済学部へ転部。もともと演劇好きで演劇部に入部する一方、日本拳法部の創設に関わった。役者より劇作家の方を志し、在学中から数十編のラジオドラマ、その他の脚本を書いており、卒業前年の1957年（昭和32年）に執筆したラジオドラマ作品『つばくろの歌』で同年度の芸術祭文部大臣賞戯曲部門を受賞。次席が井上ひさしで「東の井上ひさし、西の藤本義一」と呼ばれるほど、早くからその才能は高く評価されていた。この年、戯曲「虫」を関西芸術座、「トタンの穴は星のよう」を劇団「蟻の会」で発表。1958年（昭和33年）に学生時代に知り合っていた統紀子夫人と結婚し、枚方市に住む。
1958年3月、大阪府立大学経済学部卒業。

### 作家として
その後テレビドラマ脚本を経て、宝塚映画撮影所、続いて大映に入社、衣笠貞之助の脚本の手伝いもする。川島雄三監督に師事して脚本の手伝いをし、『暖簾』や、木村恵吾、市川崑らの作品も手伝う。1959年（昭和34年）に『貸間あり』で共作者となり、駅前シリーズ、悪名シリーズ、犬シリーズなどの脚本を手がけ、頭角を現していく。1961年にはNHKのドラマ『現代人間模様』も執筆。川島が活動拠点を東京に移す時期に川島の下を離れ、テレビドラマ、舞台、ラジオなども手がけて「ライティング・マシーン」と揶揄される。1963年 「日時計の歌」で文芸賞戯曲部門佳作一席。
1964年から、芦屋雁之助らが結成した劇団「喜劇座」の脚本を担当。「裸の大将放浪記」など。
1965年（昭和40年）から始めた『11PM』（日本テレビ・よみうりテレビ共同製作）での大阪制作分のキャスターにより、一躍知名度を高める。放送開始から1990年（平成2年）の終了までの25年に渡って毎週2回を担当し、休んだのは3回だけ（あらかじめ特番になった場合による休止は別）だった。同じくキャスターだった大橋巨泉から「（ギャラ）いくら貰っているんだ」と尋ねられ、自身が大橋の1/7程しか貰っていなかったことを知ったが、自分は作家であるというスタンスから、ギャラの値上げは一切口にしなかった。また『11PM』の司会を始めたことで、NHK、民放からの脚本の注文は途絶えた。
1968年（昭和43年）に長編小説第1作『残酷な童話』を発表。次作『ちりめんじゃこ』で1969年（昭和44年）第61回直木賞候補、62回に『マンハッタン・ブルース』で候補、65回に『生きいそぎの記』で候補となり、1974年（昭和49年）に上方落語家の半生を描いた『鬼の詩』で第71回直木賞受賞。以後文芸作品からエッセイ、社会評論などの著作を多数発表する。サラリーマン経験は無いものの、「いかにサラリーマンはあるべきか?」という問いに独自の意見がある。また近世上方文学の研究者で、特に井原西鶴を研究している。大阪出身の織田作之助をテーマにした『蛍の宿 わが織田作』『蛍の宴』『蛍の街』『蛍の死』の長編四部作、安国寺恵瓊（の男性自身）を主人公とした『二寸法師』などがある。他に人生案内エッセイ『お嬢さん、上手な恋をしませんか』など多数、自伝『やさぐれ青春記』。
1975年（昭和50年）『雨月物語』の現代語訳を発表。上田秋成を書こうとした矢先、井伏鱒二から執筆を止めるよう説得された。これは、上田秋成を書いた人は非業の死を遂げると共に、本居宣長の力によってそちら側から資料が書かれている故に仕事に行き詰まる事からという理由であった。しかしこれが井原西鶴の研究のきっかけとなり、『サイカクがやって来た』（1978年（昭和53年））、『元禄流行作家-わが西鶴』（1980年（昭和55年））などを発表。
1977年（昭和52年）以降には、舞台脚本として山田五十鈴主演『津軽ながれぶし』、森光子主演『千三つ屋』、読売テレビ制作芸術祭参加テレビドラマ作品『風船逃げるな』、今東光追悼公演舞台『お吟さま』などを執筆。
生涯を通して関西を中心にテレビコメンテーターや演芸評論家・審査員として活動を続けた他、阪神・淡路大震災被災遺児のための児童厚生施設「浜風の家」の建設呼びかけ人代表となり尽力。施設を運営する「社会福祉法人のぞみ会」の初代理事長を務めた（後任の理事長は妻・統紀子が務めている）。阪神・淡路大震災で報道ヘリコプターのために「救援を求める声がかき消された」として救助活動に支障が出たことを痛烈に批判し、過剰なマスコミ報道に警鐘をならした。

### 病気と死
2011年（平成23年）春に中皮腫を患っていることがわかり、余命は1年と宣告された。2012年（平成24年）4月には肺炎を併発し、兵庫県内の病院に入院した。夏頃には脳梗塞を患った。その時は比較的症状が軽く退院したが、9月下旬にトイレ内で立ち上がろうとした時に倒れ再び入院した。この時誤嚥性肺炎も併発していたため口から飲食物を摂取できず、点滴で栄養補給を受けているうちに衰弱し、10月30日夜の午後10時18分に死去した。満79歳（享年80)。
藤本の訃報を受け、田辺聖子、桂米朝、難波利三、桂文枝といった関西の文壇や芸能関係者がその死を悼む談話を発表している。とりわけ桂文枝は、弔問の際に藤本原作のテレビドラマ『蛍の宿』で主役の織田作之助を演じたことを「勲章です」とし、「『織田作之助』を（題材とした）落語にして追悼落語をしたい」と涙ながらに語った。法名は「文義院釋一乗（もんぎいんしゃくいちじょう）」。
2013年（平成25年）1月12日、神戸市内で開かれたシンポジウム「震災とアスベスト」で、娘の中田有子が初めて父の死について語った。その中で、藤本が中皮腫を患ったのは、阪神・淡路大震災の際にアスベストを吸ったことが原因かも知れないとし、「その怖さを多くの人に知ってほしい」と訴えた。藤本の実家のある兵庫県西宮市周辺は、震災で大きな被害を受けた。水道も止まり、粉塵が立ちこめる中、藤本は児童施設の立ち上げに奔走するなど、復興支援活動に熱心に取り組んだ。そのために長期間にわたってアスベストを吸ってしまう環境にいた事が結果として命を縮めることになったのでは、との考えを示している。

## エピソード

### 川島雄三との交流
川島と離れた後も「僕の師匠は川島雄三」「監督は僕にとって母港みたいな存在」と公言し、尊敬し称賛している。この付き合いを小説にした「生きいそぎの記」は、同じく彼を師匠と尊敬した今村昌平の『サヨナラだけが人生だ』（ノーベル書房）に講談社からの快諾を得て、再版のバージョンにて記載された。
井伏鱒二の原作から取り入れたセリフ「（花に嵐のたとえもあるぞ）サヨナラだけが人生だ」は、主役のフランキー堺のラストシーンにて取り上げられたもので、藤本と川島の映画人生の中でも特筆すべきものである。もともと井伏の『厄除け詩集』に記載されていたものを、藤本と川島は『貸間あり』のクライマックスシーン（桂小金冶）が大阪の下町に向かって“ションベン”するときに用いた。原作者の井伏からは、この『貸間あり』の試写会で「露悪的なシーン」と酷評されたが、川島映画を良く知るファンはこのラストの意味を理解し、「何時までも逃げていく主人公へのともらい」（これは、川島監督そのもの：分身である）と受け止め、映画関係者から「人生足定離」＝サヨナラだけが人生だ!として、映画発の「文学的セリフ」として語りつがれることとなった。
藤本が脚本した『とむらい師たち』は、川島をモチーフにした作品であるとも言える。川島が好んで使用した「墓場シーン」（葬式ビジネス）をメイン素材にし、ラスト勝新太郎が現世と来世を彷徨するようなこの映画のクライマックスは、川島の出身である恐山そのものである。

### その他のエピソード
- 司馬遼太郎からの愛称は「ギッちゃん」。普段の口癖は「ぐるり」（周囲、物が回るさまから転じた古い言い方）。永六輔は遠戚にあたる。
- 若い頃から白髪が多い。一時期白髪染めを使っていたが、頭が痛くなったのでやめたという。
- 1988年頃のこと、藤本が司会の11PM（日本テレビ・読売テレビ）に原発の危険性を告発していた広瀬隆が出演した際、生放送で原発業界に都合の悪い部分を編集でカットできない為、局のスタッフがCMの合間に「しゃべらせるな!」「広瀬を映すな」と、藤本を怒鳴りつけたが、藤本は、「事実を言って何が悪い!」と一喝し、引き続き原発の危険さを話させた[16]。
- 放送、演劇や演芸に深く関わった実績から『ABCお笑い新人グランプリ』などの演芸番組では、審査員として起用されることも多かった。しかし演者やその内容・演出に対して良しとしない場合は、歯に衣着せぬ批判で容赦なく酷評したため、明石家さんまや島田紳助・松本人志など、一部の芸人から強い批判を受けている。中でも松本は自著『遺書』で、藤本を「素人以下」「うすらバカ」とまでこき下ろしている。さんまは藤本から酷評されたが、共演者の横山やすしからは大絶賛され、後日やすしの家にさんまを招待している。その反面ナインティナインは若手時代の1992年に『第13回ABCお笑い新人グランプリ』に出演した際、審査委員長を務めた藤本に大絶賛されて「最優秀新人賞」 を受賞する。その後の吉本を代表するお笑い芸人になる足掛かりとなった。以来、岡村隆史は藤本を「無名時代に眼をかけてくれた大恩人です」として慕うなど、藤本への敬意を表している。
- 一時期、若手漫才師・漫才作家による勉強会「笑の会」の主宰を務めていた。これは同団体を設立した上方漫才作家の大家秋田實から「僕の後任は藤本君」と推薦されたためである。ここからオール阪神・巨人、B&B、太平サブロー・シロー、宮川大助・花子、ザ・ぼんち、後期にはリットン調査団等のたくさんの漫才コンビを輩出した。秋田の時代は「笑の会」は関西地区のみでの活動であったが、主宰が藤本に代わってからは東京でのイベント開催や文化庁芸術祭への参加など、活動の幅をより広げた。
- 浪速高校ではボクシング部に所属。その後輩に赤井英和がいる。1985年（昭和60年）2月5日、赤井が大和田正春との試合後に、急性硬膜下血腫および脳挫傷で意識不明に陥って生死をさまよっていた時、藤本は、気の早いあるスポーツ紙に追悼文を書くように依頼されたという。しかし「（まだ死んでもいないのに）冗談じゃない!」と一蹴した。その後、赤井は藤本と出会った際に「ありがとうございました」とお礼を言ったという。
- 阪神タイガースの大ファンだが、読売ジャイアンツ・長嶋茂雄（名誉監督）の面白エピソードをまとめた『いわゆるひとつの長嶋茂雄語録』（早稲田出版）を執筆している。
- 豊田商事のセールスマンが投資話を持ちかけてきた際、かねてから怪しいと感じていた藤本は「出資はするがまずその金をお前が貸してくれ、その上で利益を折半しよう」とセールスマンをからかって追い払った[17]。
- 1964年、花登筺が設立した劇団「劇団・笑いの王国」が解散し芦屋雁之助、芦屋小雁らが花登の下を離れて独自の劇団「喜劇座」を旗揚げした際、藤本が座付き作家として起用された。藤本は雁之助の風貌が画家の山下清に似ていることをヒントに、オリジナル作品「裸の大将放浪記」を書き上げた。以来、山下役は雁之助の当たり役の一つとなった。
- 藤本と花登は「犬猿の仲」と噂されたが、実際には交友関係があり藤本は自身の著書で「単なる週刊誌の噂」であることを明かしている。とあるパーティーで顔を合わせた際には不仲を装う芝居で周囲を慌てさせ、後から電話で周囲の反応を伝え合って面白がったというエピソードがある。
- 『11PM』で藤本のアシスタントとして出演していた松居一代はお気に入りで[18]、松居が11PM卒業後も親交があり、著書が発売されるたびに電話があり、長いときは1時間半、「俺ならこう書く」と添削してもらい、松居は藤本の訃報を受け「私が今、芸能界にいるのは先生のおかげ。右も左も分からない私にすべてのことを指導してくれた。神様のような人だった」と述べた[19]。

## 著書
33歳
『骨までいただき』ルック社、1966年
『全調査京阪神周辺酒・女・女の店』有紀書房、1966年
35歳
『残酷な童話』三一書房〈さんいちぶっくす〉1968年　〈角川文庫〉1974年
『語るべからず：よるの知恵』青春出版社〈プレイブックス〉、1968年
『男と女・女と男：あなたの夜を楽しくする本』〈双葉新書〉、1968年
『ちりめんじゃこ』三一書房〈さんいちぶっくす〉1968年　〈角川文庫〉、1974年
36歳
『ちんぴら・れもん』三一書房〈現代作家シリーズ〉1969年　〈角川文庫〉、1975年
『おつむてんてん』講談社、1969年
37歳
『地下水脈』三一書房、1970年　〈角川文庫〉1977年
『珍魂商才』文藝春秋、1970年　〈角川文庫〉、1974年
『ちんちろりん』桃園書房、1970年
38歳
『贋芸人抄』文藝春秋、1971年　　〈角川文庫〉、1976年
『舌先四寸』潮出版社、1971年　〈角川文庫〉、1976年
『節穴節』実業之日本社〈ホリデー新書〉1971年　　『悪い季節』と改題〈角川文庫〉1980年
『屁学入門』講談社、1971年　〈角川文庫〉1980年
『胎児冷笑』実業之日本社、1971年　〈角川文庫〉1975年
『女橋』光文社カッパ・ノベルス1971年　〈角川文庫〉、1976年
『嫉妬』徳間書店、1971年〈徳間文庫〉1980年
39歳
『老掏摸・平平平平：藤本義一・実名小説集』昭文社、1972年
『十人10色 わが交遊珍録・藤本義一エッセイ集』昭文社、1972年
『わが動物誌』毎日新聞社、1972年
『野望の階段』新潮社、1972年　〈徳間文庫〉、1981年
『牡牝の伝説』双葉新書、1972年　〈角川文庫〉1978年
『はだか聖談：脳天をさわやかにする本』日本文芸社、1972年
40歳
『ケッタイな体談』読売新聞社、1973年
『日日日日』毎日新聞社、1973年
『殺られ』双葉新書、1973年　〈角川文庫〉1977年
41歳
『生きものの情景』毎日新聞社、1974年
『淀川ブルース』番町書房、1974年
『○物語』柴田書店、1974年　〈角川文庫〉1978年
『生きいそぎの記』講談社、1974年　〈講談社文庫〉1978年
『浪花阿呆譚 五六八・一、二、三』徳間書店、1974年『これが男』と改題〈徳間文庫〉1984年
『鬼の詩』講談社、1974年〈講談社文庫〉1976年　村野鐵太郎監督により映画化、1975年
『好色六人女：西鶴くずし』立風書房、1974年　『西鶴くずし好色六人女』と改題〈角川文庫〉1979年
『一尺五寸の魂』文藝春秋、1974年　〈徳間文庫〉1987年
『をんな暦：十二支の女たち』桃園書房、1974年
『オモロおまっせ』いんなあとりっぷ社、1974年
42歳
『悪妓抄』毎日新聞社、1975年　〈角川文庫〉1978年
『首狩族』徳間書店、1975年　〈徳間文庫〉1983年
『人肉サラダ』晶文社、1975年
『蝶の舞』講談社、1975年
『釘師』毎日新聞社、1975年　〈角川文庫〉1978年
『エロ事師どもの夜：えろくらいむ』芸文社アルファー・ブック、1975年
『性神探訪旅行』立風書房、1975年　『はぷにんぐ旅行』と改題〈ケイブンシャ文庫〉1987年
『珍・愚管抄：男のセックス解剖学』大和書房〈Man the man series〉1975年
『浪花色事師』桃園書房、1975年　〈徳間文庫〉1985年
『やさぐれ刑事』光文社〈カッパ・ノベルス〉1975年〈集英社文庫〉1980年
43歳
『花月亭団丸好色噺俗』新潮社、1976年　『馬鹿ばかしい咄』と改題〈徳間文庫〉1986年
『友禅心中』実業之日本社、1976年
『藤本義一の軽口“げんだい”考』ダイヤモンド社、1976年
『映像ロマンの旗手たち』毎日新聞社、1976年　〈角川文庫〉1978年
『二寸法師』集英社、1976年〈集英社文庫　1983年
『大人の玩具箱』新潮社、1976年〈徳間文庫〉1983年
『新・金瓶梅』スポーツニッポン新聞社、1976年　上巻は『根なし草野郎：新・金瓶梅その一』に改題、下巻は『好色浮草一代：新・金瓶梅その二』と改題、1986年〈ケイブンシャ文庫〉
『男の遠吠え』サンケイ新聞出版局、1976年〈中公文庫〉1985年
『巷談・八百屋長兵衛』潮出版社〈ゼロ・ブックス〉、1976年
『百円オペラ 内なる旅・論』いんなあとりっぷ社〈インナーブックス〉1976年〈集英社文庫〉1977年
44歳
『あまとりあ傑作選』編、東京スポーツ新聞社、1977年
『大いなる笑魂』文藝春秋、1977年　〈文春文庫〉1983年
『阿波流れ節』講談社、1977年
『一家犬族物語』集英社、1977年
『お天気師野郎たち』毎日新聞社、1977年〈角川文庫〉1980年
『攻撃の街』立風書房、1977年　　〈角川文庫〉1979年
『極道虫一匹』講談社、1977年　〈徳間文庫〉1985年
『死者からのメッセージ』新評社、1977年
『スペインからの手紙』集英社、1977年
『ちんぱん騒乱記』文藝春秋、1977年〈徳間文庫〉1988年
『ふりむけば朝』集英社文庫、1977年
『軽口浮世ばなし』ダイヤモンド社、1977年
45歳
『食いてしやまん』KKロングセラーズ〈あまから選書〉、1978年
『ちんぴら・おれんじ』時事通信社、1978年〈中公文庫〉1985年
『旗を振る男』角川書店、1978年〈角川文庫〉1981年
『満点ママ減点ママ 母と子のいる風景』学習研究社〈Live books〉1978年
『をんな指師』集英社文庫、1978年
『巷の奇人たち』鎌倉書房、1978年〈旺文社文庫〉1984年
『天井知らず』朝日新聞社、1978年〈集英社文庫〉1982年
『口から出まかせ』文藝春秋、1978年〈文春文庫〉1981年
『西鶴くずし好色一代男』徳間書店、1978年
『男の性治学：愛と性のための講座29』KKロングセラーズ〈ムックの本〉1978年
『現代怪奇草紙』双葉社、1978年
『サイカクがやって来た』新潮社、1978年〈新潮文庫〉1982年
『おんなの敵はおんな』PHP研究所、1978年〈PHP文庫〉1985年
46歳
『男女浮世芝居』集英社文庫、1979年
『少年と拳銃』光文社、1979年〈光文社文庫〉1991年
『ちんぴら・ぽるの』角川文庫、1979年
『街に殺意が一杯』ちはら書房、1979年〈角川文庫〉1981年
『小説愛情屋』光文社、1979年
『サラリーマン夜学地図：日本縦断』ちはら書房、1979年
『レモンエイジのふたり』〈ポプラ社文庫〉1979年
47歳
『女の淵』講談社、1980年〈ケイブンシャ文庫〉1985年
『昼下がりのおんなたち』PHP研究所、1980年　〈PHP文庫〉1990年
『私設刑事』文藝春秋、1980年
『元禄流行作家：わが西鶴』新潮社、1980年〈新潮文庫〉1983年
『虹の怪奇簿』双葉社、1980年〈双葉文庫〉1986年
『やさぐれ青春記』旺文社文庫、1980年
『女囚犯歴簿』徳間書店、1980年　〈徳間文庫〉1982年
『閑つぶし：準文学』実業之日本社、1980年
『男の顔は「領収書」』PHP研究所、1980年　〈PHP文庫〉1984年
『心中小説名作選』編、集英社文庫、1980年
『大人になるとき読む本：女が聡明に生きる方法』青春出版社、1980年〈青春文庫〉1996年
48歳
『標的野郎』光文社〈カッパ・ノベルス〉1981年〈光文社文庫〉1985年
『女の顔は「請求書」』PHP研究所、1981年〈PHP文庫〉、1993年
『母デアルコトハ難シイ：母と子のさまざまな風景』学習研究社〈学研の家庭教育シリーズ〉、1981年
『悪夢巡礼』集英社、1981年
49歳
『はぐれ刑事：劇画指令を撃て!』光文社〈カッパ・ノベルス〉1982年〈集英社文庫〉1985年
『昭和西鶴乱筆人生人語』PHP研究所、1982年
『殺意を持つ女』実業之日本社、1982年『殺意をもつ女』と改題、〈旺文社文庫〉1986年
『タテマエだらけの世の中で二枚舌使わぬ男の意地：藤本義一の言いたい放題』PHP研究所、1982年
『愛せる人をさがそう：娘たちへの手紙』文化創作出版〈マイ・ブック〉、1982年　『好きになったら読む本：男はどんな女に魅きつけられるか』に改題、マイ・ブック、1986年　　『好きになったら読む本』に改題〈講談社文庫〉1990年
『藤本義一・統紀子の赤ちゃんのお祝いと行事』藤本統紀子と共著、主婦の友社、1982年
『素肌のおんなたち：日本を騒がせた三十六人の女意外史』都市と生活社、1982年
50歳
『聖・悪女』集英社、1983年〈集英社文庫〉1987年
『商人万歳』日本経済新聞社、1983年
『女囚告白簿』徳間書店、1983年　〈徳間文庫〉1987年
『お家がだんだん遠くなる』集英社、1983年　『家庭危機論：お家がだんだん遠くなる』と改題、集英社文庫、1984年
『新釈和俗童子訓』佼成出版社、1983年
『粋な男の粋な時間』PHP研究所〈Essay books〉、1983年
『お嬢さん、上手な恋をしませんか』講談社文庫、1983年　文化創作出版、1990
『人生ひと幕喜劇：けったいな人たち』日本経済新聞社、1983年『けったいな人たち：日本異人伝』と改題、双葉社、1994年
51歳
『いいたい放題』新都心文化センター、1984年
『盗賊辞典』実業之日本社、1984年
『男が自分を証明するとき：主体的人生を創る行動原理 日常の中に「きらめき」はあるか?!』PHP研究所、1984年
『白い血が流れる』光文社〈カッパ・ノベルス〉、1984年〈光文社文庫〉1987年
『易行道大研究』講談社、1984年
52歳
『道草殺人事件』双葉ノベルス、1985年〈双葉文庫〉1988年
『壬生の女たち』徳間文庫、1985年
『サンキューとベリマッチ』朝日出版社〈週刊本〉、1985年
『鏡の中のあなた：女の自立注意書』主婦の友社、1985年
『ネクラにはネクラの生き方がある：個性派人間のすすめ』青春出版社〈プレイブックス〉1985年　『自分のどこを買うか：面白学のすすめ 頭とこころの洗濯』と改題、〈青春文庫〉、1993年
『男は切れ味、かくし味』PHP研究所、1985年〈PHP文庫〉、1991年
53歳
『人間万事』毎日新聞社、1986年
『今日は明日の昨日』朝日新聞社、1986年〈朝日文庫〉1989年
『蛍の宿：わが織田作』中央公論社、1986年
『自分を100倍も面白く生きられる：生マジメ人間じゃ翔べない』青春出版社、1986年〈青春文庫〉、1994年　『自分を100倍も面白く生きられる：ここ一番で壁をつき抜ける17のヒント』と改題し新装版、2002年
『笑い兎：女詐欺師物語』実業之日本社、1986年
『現代おんな大学：「こころ」と「からだ」の魅力白書』PHP研究所、1986年
54歳
『かたつむり白書 藤本義一の「主婦取材ノート」』婦人画報社、1987年
『蛍の宴 わが織田作2』中央公論社、1987年
55歳
『子育てを考えるときに読む本』秋葉英則と共著、ささら書房、1988年
『人生に消しゴムはいらない』佼成出版社〈ダルマブックス〉、1988年
『ふたつの町のひとりの女』徳間書店、1988年
『蛍の街 わが織田作3』中央公論社、1988年
『生き方のうまい人間ヘタな人間：別の頭が大差を生む』青春出版社〈プレイブックス〉1988年　『生き方のうまい人間ヘタな人間：この面白い頭が大差を生む』と改題、〈青春文庫〉、1995年
56歳
『蛍の死：わが織田作4』中央公論社、1989年
『藤本義一の文章教室』PHP研究所、1989年〈PHP文庫〉、1992年
『これだけを考えれば突如として成功する：いつの間にかやりたい事が実現』青春出版社〈プレイブックス〉、1989年
『傑作世紀末短篇集』PHP研究所、1989
『香色代理人』光文社文庫、1989年
『東京非首都論：究極カンフル注射』リクルート出版、1989年
『陶酔：ドキュメント・ノベル傑作集』光文社文庫、1989年
『藤本義一の混虫図鑑』たる出版、1989年
『賢者の知恵：江戸時代の着想力に学ぶ お金だけに捉われて生きている人へ』文化創作出版〈My book〉、1989年
『東西あきんど大学』滝田ゆう絵 ダイナミックセラーズ、1989年 善文社、1994年
57歳
『にっぽん口八丁目』光文社文庫、1990年
『わがガラクタ博物館』ファラオ企画、1990年
『娘への十二通の手紙』PHP研究所、1990年 〈PHP文庫〉1993年
『こんな女に魅かれてしまう：一度は女が考えて欲しいこと』文化創作出版、1990年
『生きるヒント：VIP対論』（1、2）ファラオ企画、1990年
『現代性事学』ファラオ企画、1990年
『自分を試しながら遊びながら 自由人間の発想術』青春出版社〈プレイブックス〉1990年
『実業人生論：VIP対論』ファラオ企画、1990年
58歳
『鬼の詩・上方苦界草紙』ファラオ企画、1991年
『離婚師：離婚願望者救済』双葉ノベルス、1991年
59歳
『人生はIVコーナー：藤本義一の競馬哲学』マガジンハウス、1992年
『真剣商武：義一流経営術指南』ファラオ企画、1992年
『藤本義一の文章教室』PHP研究所、1992年
60歳
『旅に出る理由』PHP研究所、1993年
『迷子の天使たち』新潮社、1993年
『頭の財産28の増やし方：自分を生かす知恵袋』青春出版社、1993年〈青春文庫〉1996年
『現代版商人道』にっかん書房、1993年
61歳
『生き方の足し算引き算：メチャクチャ面白いツキの新法則』太陽企画出版、1994年
『なにわ商人一五〇〇年の知恵』講談社+α文庫、1994年
『モノの値打ち男の値打ち：「モノ」へのこだわり心が価値ある人生を生む』グリーンアロー出版社、1994年〈ちくま文庫〉、2001年
『へそまがり人生設計メモ：自分を面白くするのは簡単だ』青春出版社、1994年
『三条木屋町』ラインブックス、1994年
『人間ほど面白い動物はない 5万人に会って学んだ人間分析術』サンマーク出版、1994年
62歳
『掌の酒』たる出版、1995年
『心の財産16の増やしかた：自分漂流の愉しみ』青春出版社、1995年
『けったいなけったいな人たち 続けったいな人たち』双葉社、1995年
63歳
『人生に公式なし。されど人生に解答あり』講談社、1996年
『夢ぞ!：人生は一場の舞』騎虎書房、1996年
『藤本義一の「自分史」教室 自分の知らない「自分」がわかる』PHP研究所、1996年
『「H」学』講談社、1996年
『モノロジイ：モノからの発想モノへの愛着』グリーンアロー出版社、1996年
64歳
『面白く生きる心得：生マジメ人間から脱皮する19のヒント』青春出版社、1997年 『もっと面白く生きてみないか：生マジメ人間から脱皮する19のヒント』と改題、〈青春文庫〉2000年
65歳
『一生は短い一日は長い』佼成出版社、1998年
『人生にホットな紅茶を』沖藤典子と共編、旬報社、1998年
『なにわ魂：したたかに生きのびる知恵』講談社、1998年
『よみがえる商人道』日刊工業新聞社〈B&Tブックス〉1998年 『商人道：商は笑にして勝なり』と改題増補、日経ビジネス人文庫、2004年
『人生を愉しむ心得：ここが面白くなる分岐点』青春出版社、1998年
『いろはカルタに潜む江戸のこころ・上方の知恵』杉浦日向子と共著、小学館〈小学館ジェイブックス〉、1998年
66歳
『大阪・東京ゼニカネ文化論：この違いがオモロイ』家の光協会、1999年
『自分が面白くなる16の知恵：頭と心の殻を脱ぐヒント』〈青春文庫〉1999年
『人生、2勝1敗がいい：生きるにも勝つ方法がある』文化創作出版〈My Book〉1999年
67歳
『こころの休日：平成人間カルテ』経済界、2000年
『「面白く生きる知恵」は山ほどあるさ：今日がイキイキする体験的きっかけづくり』青春出版社、2000年
68歳
『人生レシピ：「定年」も「老い」もこれまた愉し』PHP研究所、2001年
『人生は、いつも始発駅』朝日新聞社、2001年
『ぼくんちのあんごう』（作、古味正康：絵）PHP研究所〈とっておきのどうわ〉2001年
『大阪人と日本人：マナーから人生観まで、違いのすべてを徹底検証』丹波元と共著、PHP文庫、2001年
『川島雄三、サヨナラだけが人生だ』河出書房新社、2001年
『人生の自由時間』岩波書店、2001年
『いわゆるひとつの長嶋茂雄語録』編、早稲田出版、2001年
『人生の賞味期限』岩波書店、2001年
『人生の殻は何度でも脱げる：自分が面白くなる16の工夫』青春出版社、2001年
69歳
『生きていく理由』海竜社、2002年
『女性の素敵発見』同朋舎、2002年
70歳
『藤本義一の金に泣く人笑う人』青春出版社〈プレイブックスインテリジェンス〉2003年
『大阪人に学ぶ人生にとってお金とは何か』幻冬舎、2003年
71歳
『六十歳からは好きなように生きよう。：定年後の生き方のヒント』大和書房、2004年
『思い通りに生きる「バカ」の楽しみ：自分をガラリと変えたい人へ』サンガ、2004年
73歳
『徒然草が教える人生の意味：心の座標軸を見つける18章』大和書房、2006年
74歳
『人生卍凶区：面白く生きる人の損得帳』青春出版社、2007年
『雨月物語：上田秋成が描いた怪異小説の世界』世界文化社〈日本の古典に親しむ〉2007年
75歳
『歎異抄に学ぶ人生の知恵』PHP文庫、2008年
『めっちゃええやん!憲法9条 東西ビッグ対談』井上ひさし・宮本憲一共著、九条の会おおさか監修、フォーラム・A、2008年
78歳
『無条件幸福論』2011 ベスト新書

## 連載記事
- けったいな人たち（エッセイ。『週刊大衆』1992年 - 2010年10月11日号）

## テレビ・ラジオ出演

### テレビ番組
- 11PM（よみうりテレビ制作分）
- ああ!!コメディアン（1966年、朝日放送） - 作家・花藤 役
- ABCお笑い新人グランプリ（朝日放送）
- 藤本義一のおもちゃ箱（読売テレビ）
- ほんものは誰だ!（日本テレビ）
- THE・サンデー（日本テレビ）
- 午後は○○おもいッきりテレビ（日本テレビ）[20]
- 元祖どっきりカメラ（日本テレビ）
- 知るを楽しむ（NHK教育）※不定期出演
- たかじんのそこまで言って委員会（読売テレビ）
- いのちの響（TBSテレビ）

### ラジオ番組
- 藤本義一の競馬哲学（ラジオ関西）
- 藤本義一の男が切れ味・かくし味（全国AMラジオ数局のみ放送）
- 藤本義一"聞きすて御免"（同上）
- 藤本義一"ここがおかしい" （同上。局により『義一のジャーナルJAPAN』）

### CM
- カゴメ - カゴメケチャップ （1979年・「トマトは野菜か果物か」というテーマで統紀子夫人と議論を交わす）
- 富士写真フイルム ビデオテープ（由美かおると共演・1980年）
- 龍角散
- トヨタ自動車 - 8代目（E110系）カローラセダン（1997年・「ベストセラーカーの責任」篇）
- アデランス - 企業イメージCM（1990年）
- 日産自動車 企業CM （熱血業界宣言2 第6話 いろはタクシー社長役 1990年）
- 福屋工務店『仕事が早い!』

## 作詞
- チコとビーグルズ「帰り道は遠かった」
- 渋谷天外「ゆりえと鵬」
- 藤田まこと「梅新ブルース」
- 安藤孝子「京おんな」
- 朝丘雪路「うい・う・のん」（YTV「可愛い悪女たち」主題歌）
- 浪速高校・中学校校歌

## レコード
- 「藤本義一が訪ねた天王寺村 上方演芸 今は昔」 - 「天王寺村」と呼ばれた芸人たちが多く住んでいた地域の、芸人たちの芸を集めたレコード
  - 企画協力：中田昌秀、もず唱平
  - 解説：吉田留三郎、松鶴家団之助

- 文藝春秋文化講演会2「言葉と文字」 - 1988年に菊池寛生誕百周年記念講演会にて藤本氏が語った「作家になった理由」

## 映画

### 脚本
- 野良猫 　宝塚映画 1958
- 海から来た男 　宝塚映画 1959
- 貸間あり 　東京映画 1959 川島雄三監督
- 爆笑嬢はん日記 　宝塚映画 1960
- おへその大将 　宝塚映画 1962
- 河内風土記 おいろけ繁盛記 　宝塚映画 1963
- 丼池 　宝塚映画 1963
- 現代インチキ物語　騙し屋 　大映東京 1964 増村保造監督
- 現代インチキ物語　ど狸 　大映京都 1964
- 宿無し犬 　大映京都 1964
- 悪名太鼓 　大映京都 1964
- 喧嘩犬 　大映京都 1964
- ごろつき犬 　大映東京 1965
- 暴れ犬 　大映京都 1965
- 夜の勲章 　大映東京 1965
- 鉄砲犬 　大映東京 1965
- 喜劇 駅前競馬 　東京映画 1966
- 野良犬 　大映東京 1966
- 続鉄砲犬 　大映東京 1966
- 喜劇 駅前満貫 　東京映画 1967
- 早射ち犬 　大映東京 1967
- 喜劇 駅前探検 　東京映画 1967
- 勝負犬 　大映東京 1967
- とむらい師たち 　大映京都 1968 三隅研次監督　野坂昭如原作
- 関東女やくざ 　大映京都 1968
- まっぴら社員遊侠伝 　松竹大船 1968
- 大日本スリ集団 　東宝 1969 兼原作
- 仁鶴・可朝・三枝の男三匹やったるでえ！ 　吉本興業 1970
- 喜劇ソレが男の生きる道 　東宝 1970　兼原作
- 西のペテン師　東のサギ師 　東京映画 1971　兼原作
- 鬼の詩 　鐡プロ＝ATG 1975 兼原作
- 好色花でんしゃ 　ピンクリボン賞映画製作実行委員会 1981

### 原作
- 刑務所破り 　大映京都 1969
- 大日本スリ集団 　東宝 1969　兼脚本
- 喜劇ソレが男の生きる道 　東宝　1970 兼脚本
- 西のペテン師　東のサギ師 　東京映画　1971 兼脚本
- 嫉妬 　松竹大船 1971
- 黒薔薇昇天 　日活 1975
- 『鬼の詩』1975年、ATG、村野鐵太郎監督　兼脚本
- やさぐれ刑事 　松竹大船 1976
- 「市井」より　本番 　日活 1977
- 好色花でんしゃ 　ピンクリボン賞映画製作実行委員会 1981
- 上方苦界草紙 　プロゆりーか＝鐡プロ 1991